# 瓦尔特·鲁道夫·赫斯
瓦尔特·鲁道夫·赫斯（Walter Rudolf Hess，1881年3月17日—1973年4月12日），瑞士医生。由于发现间脑的对内臟的调节功能而获得1949年诺贝尔生理学或医学奖。

## 生平
1912年，他以眼科醫生的身份離開了利潤豐厚的私人診所，並在尤斯圖斯·高盧的帶領下進行研究。他的主要興趣是調節血液流動和呼吸。
1916年，高盧退休，赫斯擔任蘇黎世大學生理學系系主任，並於1917年正式升職為該研究所的正教授和所長，直到1951年退休。
在1930年代，他開始繪製貓的中腦中起控制作用部分的地圖。這項研究使他獲得了1949年諾貝爾生理與醫學獎。
赫斯於1951年退休，但繼續在大學的辦公室工作。1967年，他移居阿斯科納，並於1973年因心力衰竭在瑞士洛迦諾，享年92歲。他的遺孀於1987年去世。

## 研究
赫斯使用了1920年代後期開發的大腦刺激技術。赫斯使用電極刺激了明確定義的解剖區域的大腦。這使他能映射大腦區域中特定的生理反應。他開發了一種特殊的技術，稱為“中斷直流刺激”。